# Margarita Rodríguez
Margarita Rodríguez Vargas (30 marzo 1947) è un'ex schermitrice cubana.

## Biografia
Ha partecipato ai Giochi della XIX Olimpiade di Città del Messico nel 1968, ai Giochi della XX Olimpiade di Monaco di Baviera nel 1972, ai Giochi della XXI Olimpiade di Montréal nel 1976 ed ai Giochi della XXII Olimpiade di Mosca nel 1980

## Palmarès
In carriera ha conseguito i seguenti risultati:
- Giochi Panamericani:

Winnipeg 1967: argento nel fioretto a squadre.
Cali 1971: oro nel fioretto individuale ed argento a squadre.
Città del Messico 1975: oro nel fioretto a squadre ed individuale.
San Juan 1979: oro nel fioretto a squadre ed argento individuale.
Caracas 1983: oro nel fioretto a squadre ed individuale.